# Banaro jezik
Banaro jezik (banar, banara; ISO 639-3: byz), jezik plemena Banaro kojim govori 2 480 ljudi (1991 SIL) u Papua Novogvinejskim provincijama Madang i East Sepik na srednjem toku rijeke Keram; dva sela.
Pripada porodici ramu-donjosepičkih jezika, skupini ramu

## Vanjske poveznice
- Ethnologue (14th)
- Ethnologue (15th)
- The Banaro Language